# وس استودی
وس استودی (انگلیسی: Wes Studi؛ زادهٔ ۱۷ دسامبر ۱۹۴۷) یک هنرپیشه اهل ایالات متحده آمریکا است. وی همچنین برنده جایزه اسکار افتخاری در سال ۲۰۲۰ می‌باشد.

## فیلم‌شناسی
از فیلم‌ها یا برنامه‌های تلویزیونی که وی در آن نقش داشته‌است می‌توان به آواتار، مخمصه، آخرین موهیکان، مبارز خیابانی، فلین بودن، سرافیم فالز، مردان اسرارآمیز،رقصنده با گرگها، جرونیمو: یک افسانه آمریکایی، شکست‌ناپذیر، جاده سرخ، ۲۱ و یک بیداری، برخاسته از اعماق و جاده به پالوما اشاره کرد.